# Jamming with Edward!
| Recensione               | Giudizio |
| ------------------------ | -------- |
| AllMusic                 | [ 1 ]    |
| Christgau's Record Guide | C        |

Jamming with Edward! è un album discografico del 1972 inciso da tre membri dei Rolling Stones (Mick Jagger, Charlie Watts e Bill Wyman) accompagnati da Nicky Hopkins e Ry Cooder.

## Il disco
L'album fu registrato a Londra negli Olympic Studios durante le sessioni per l'album Let It Bleed del 1969, ma venne pubblicato solo nel 1972 su etichetta Rolling Stones Records. Consiste di una serie di jam session e brani improvvisati dai membri della band mentre erano in attesa che Keith Richards tornasse in studio (Richards se ne era precedentemente andato a causa di una discussione circa il ruolo di Cooder come chitarrista di supporto). Forte dell'associazione del disco con il nome dei Rolling Stones, Jamming with Edward! raggiunse la posizione numero 33 nella classifica statunitense, ma fallì l'entrata in quella britannica.
L'"Edward" citato nel titolo è il pianista Nicky Hopkins, un riferimento al brano Edward the Mad Shirt Grinder dei Quicksilver Messenger Service sull'album Shady Grove composto da Hopkins e dove egli aveva suonato. Hopkins contribuì inoltre alla copertina dell'album. Le note interne del disco furono scritte da Mark Paytress e Mick Jagger.

## Tracce
Lato 1
1. The Boudoir Stomp - 5:13
2. It Hurts Me Too (Elmore James/Mel London) - 5:12
3. Edward's Thrump Up - 8:11

Lato 2
1. Blow with Ry - 11:05
2. Interlude a la El Hopo/including The Loveliest Night of the Year (Webster, Ross) - 2:04
3. Highland Fling - 4:20

## Formazione
- Ry Cooder – chitarra
- Mick Jagger – armonica a bocca, voce
- Charlie Watts – batteria
- Nicky Hopkins – tastiere, pianoforte
- Bill Wyman – basso